# Sztavropol
Sztavropol (oroszul Ста́врополь) Oroszország Sztavropoli határterületének székhelye és legnépesebb városa, egyben kulturális, üzleti és ipari (főleg gép- és műszeripari) központja. Egyike az Észak-kaukázusi szövetségi körzet legjelentősebb városainak.

## Neve
A „Sztavropol” elnevezés a görög σταυρός [sztavrosz], magyarul kereszt és a πόλις [polisz], magyarul város szavak összetétele. A települést 1777-ben alapították, városi rangot pedig 1785-ben kapott. Neve 1935-ig Sztavropol-Kavkazszkij (Ставрополь-Кавказский, vagyis „Kaukázusi Sztavropol”) volt, 1935 és 1943 között pedig Vorosilovszk (Вороши́ловск), Kliment Vorosilov marsall után.

## Népesség
A település népességének változása:
| Lakosok száma | 429 571 | 433 577 | 433 931 | 437 367 | 450 680 |
|               | 2016    | 2017    | 2018    | 2019    | 2020    |